# Station Fiszewo
Station Fiszewo is een spoorwegstation in de Poolse plaats Fiszewo.